# Comrie (Fife)
Comrie is een klein dorp in Fife, Schotland. Het ligt direct naast het naburige dorp Oakley, op ongeveer 10 kilometer ten westen van Dunfermline. Het had in 2020 ongeveer 830 inwoners. Het dorp bestaat voornamelijk uit moderne huizen, er is een wijkcentrum en er is één pub. Ten zuiden van het dorp loopt de Comrie Burn en tussen de twee dorpen loopt de Blair Burn. Comrie ligt aan de A907, die de verbinding vormt tussen Stirling, Alloa, Clackmannan en Dunfermline.